# Casatenovo
Casatenovo (Casàa o Casanœuff in dialetto brianzolo, anticamente Casate Nuovo) è un comune italiano di 13 222 abitanti della provincia di Lecco in Lombardia.

## Geografia fisica
Il comune di Casatenovo è posto nell'estremità sud occidentale della provincia di Lecco, nell'area del Meratese, e occupa una superficie di 12,7 km². Confina ad ovest e a sud con i comuni di Besana in Brianza, Correzzana, Lesmo, Camparada e Usmate Velate (Provincia di Monza e della Brianza) e ad est e a nord con i comuni di Lomagna, Missaglia e Monticello Brianza (Provincia di Lecco). Il territorio presenta ancora delle parti boscate, ma solo lungo i pendii più scoscesi e lungo i corsi d'acqua (Pegorino, Lavandaia e Nava, che costituiscono il sistema idrografico principale e le rogge Molgorana e La Folgora che costituiscono il sistema idrografico secondario).
Il Territorio è sito in posizione pressoché equidistante tra Monza e Lecco ed è servito dalla viabilità principale della Strada provinciale 51 della Santa, intermedia tra la Statale 36 e la nuova Valassina; dalla Strada Provinciale 54, che collega le direttrici principali sopra dette in senso est-ovest a nord del centro di Casatenovo; dalla Provinciale 55, che connette il centro con Usmate ed i collegamenti con Lomagna e la Tangenziale Est di Milano. Il territorio non è interessato da linee ferroviarie.
L'altimetria varia da un massimo di circa 375 m ad in minimo di 250 m.
Il Patrimonio edilizio di origine storica è notevole e diffuso sia negli abitati sia nelle zone agricole. In Casatenovo vi sono infatti ben 20 cascine isolate di particolare pregio, oltre a diverse ville e dimore nobiliari di notevole interesse dal punto di vista storico-architettonico.
Casatenovo ha circa 13 000 abitanti ed un'organizzazione urbana policentrica, ricca di aree ad alto contenuto ambientale e paesaggistico.

## Storia
Nel 1770, presso la Cascina Porrinetti, si registrò il ritrovamento di un cippo sepolcrale databile al IV secolo e riportante un'iscrizione relativa a un tal Lucillio Domestico Valeriano, membro del corpo militare detto "Collegio dei Fabbri e dei Centenari".
Le prime notizie storiche relative ad un "Casale (cioè Casate) Nuovo" si possono far risalire ai tempi di Carlo il Calvo — nipote di Carlo Magno — erede di quel Ludovico il Pio che sottrasse ai Longobardi il predominio sull'Italia e che reintegrò il culto cristiano nelle Terre lombarde sconvolte prima dai Franchi, poi dalle eresie e dalle apostasie barbariche. Ed è in questo tormentato periodo di restaurazione cristiana, con l'insediamento a Monza di una sovrana cattolica, che sorsero e si moltiplicarono nelle terre milanesi le "Pievi", vale a dire le chiese presbiteriali, ove si amministrava la potestà arcivescovile e la cura evangelica del popolo di Dio.
È all'anno 867, infatti, che si può fare riferimento come data di prima menzione di Casatenovo, benché i primi riferimenti documentali d'archivio, sulla presenza d'un nucleo abitato, non siano anteriori all'anno 1110. Il nucleo abitato doveva presumibilmente ascendere alla fine del secolo X - inizi dell'XI quando — al tempo degli Ottoni prima e delle guerre Lotariane poi — il castello esistente fu potenziato ed ampliato dalla nobile famiglia dei Casati, in lotta contro l'ormai decadente primato locale dell'aristocrazia Franca.
Ma è solo verso l'ultimo scorcio del XIII secolo — al termine delle intricate vicende che contrassegnarono le lotte tra gli Svevi, dal Barbarossa a Ottone IV, contro i Signori locali — che il nome di "Casate Novo" (insieme a quelli di Casate Vegio, Galgiana, Vallis Aperta, etc.) si afferma come precisa realtà comunale, seppure ancora unita alla pieve di Missaglia.
Da questo momento la Casate medievale, vera e propria Corte fortificata, sarà coinvolta in tutte le travagliate vicende che interessarono la Lombardia: dalle lotte tra guelfi e ghibellini, a quelle tra i Visconti, astro nascente dell'aristocrazia italica, e la Serenissima Repubblica di Venezia. Fu punto nevralgico dello scacchiere fortificato alto-lombardo, come già risultava dai lontani tempi di Ariberto, a conferma d'un'antica pergamena ora conservata nell'Archivio del conte del Duomo di Milano, corroborata da un atto testamentario del conte Beato di Casate ai nipoti Marzio e Filippo Casati, risalente all'anno 1270.
Fu dunque Casate, per tutto il tempo medievale, una grande fortificazione, a cui si aggregarono, col passar degli anni, varie cascine (tra le quali originariamente quella di Rancate) ove presero dominio alcuni signorotti locali, specie dopo l'infeudazione del 1538. Ma già dal 1450 si potevano contare quelle di Casate Veteri (oltreché, ovviamente, Novo), Cassina de' Brangiis, con quelle unite di Rogorea e Columbarino, Valle Aperta, Rimoldo, Galzana, ecc.
Il feudo passò, dopo le tragiche vicende legate al dominio visconteo, nelle mani di Gerolamo Brebbia, già tesoriere generale dello Stato di Milano ed è sempre a questo periodo che si debbono gli stanziamenti di nobili famiglie nei palazzi di Rimoldo (i Parravicini) di Galgiana (i d'Adda) di Giovenigo (i Toscani). La comunità locale continuò tuttavia a frazionarsi fino a raggiungere, verso la metà del Cinquecento, anche i nuclei di Cascina Bracchi (in parte già de' Bragiis) e di Campofiorenzo; anche a seguito del passaggio del castello dai Casati agli Sforza e finalmente ai conti Lurani nel 1587.
È quindi nel 1692 che Casate Vecchio si distaccò da Casate Nuovo e quest'ultima fu assegnata definitivamente al marchese don Giulio Casati, uomo ribaldo e violento e noto come "bandito" che, prima personalmente, poi attraverso i suoi discendenti la detenne, anche se in forme giuridiche diverse da quelle feudali, fino a tutto il Settecento.
Resta da dire infine dei due rilevanti monasteri di Santa Margherita e dei Santi Pietro e Paolo, un tempo esistenti tra Casate Vecchio e Nuovo.
Entrambi appartenenti all'ordine delle monache Benedettine furono soppressi e distrutti durante il sacco sforzesco del 1451. Sempre del 1451 è l'unificazione — voluta con una bolla del 5 ottobre da papa Niccolò V — della chiesa di San Margherita, con quella di Santa Giustina e la nomina a parroco del sacerdote Giacomo del Torgio, che provvide alla riedificazione dei templi, facendoli abbellire con interessanti affreschi.
A partire poi dalla fine del Settecento e dagli inizi dell'Ottocento, si ebbe un considerevole sviluppo del nucleo comunale, specie con la erezione od il rifacimento di notevoli ville patrizie: quali la Casati-Facchi (già Greppi-Bressi), la Casati-Greppi di Bussero, la Casati-Marocco-Viganò, la Castelbarco-Vismara, la Garavaglia-Lattuada-Ghisotti, la Lattuada-Ghisotti, la Lattuada-Vismara, la Lurani-Cernuschi, nonché la cascina Bracchi-Casati.
Dal secolo XIX Casatenovo entra nella grande vicenda dello sviluppo industriale e commerciale, tipico dell'area briantea, affermandosi — grazie anche all'intraprendenza di dinamiche dinastie imprenditoriali — soprattutto nel settore dei prodotti agro-alimentari e collocandosi a buon diritto tra i comuni più ricchi dell'area lombarda.
Durante la seconda guerra mondiale, nella frazione di Valaperta si compì un eccidio di quattro partigiani da parte delle Brigate Nere, comandate da Giuseppe Gaidoni ed Emilio Formigoni (padre di Roberto Formigoni)

### Simboli
Lo stemma è stato concesso con regio decreto del 7 febbraio 1938.
Lo stemma civico deriva da quello della famiglia Casati che era blasonato d'argento, alla torre di rosso, coperta, entro a due trecce di rosso piegate in cerchio, con le punte decussate di sotto.
Il gonfalone, concesso con D.P.R. del 21 gennaio 1958, è costituito da un drappo di bianco.

## Società

### Evoluzione demografica
- 1 042 nel 1751 con Campo Fiorenzo e Rogoredo
- 1 116 nel 1771
- 1 213 nel 1803
- 2 394 nel 1809 dopo annessione di Cassina de' Bracchi e Monticello
- 2 123 nel 1853
- 2 619 nel 1861
- 2 682 nel 1871
- 3 870 nel 1881 dopo annessione di Cassina de' Bracchi nel 1874

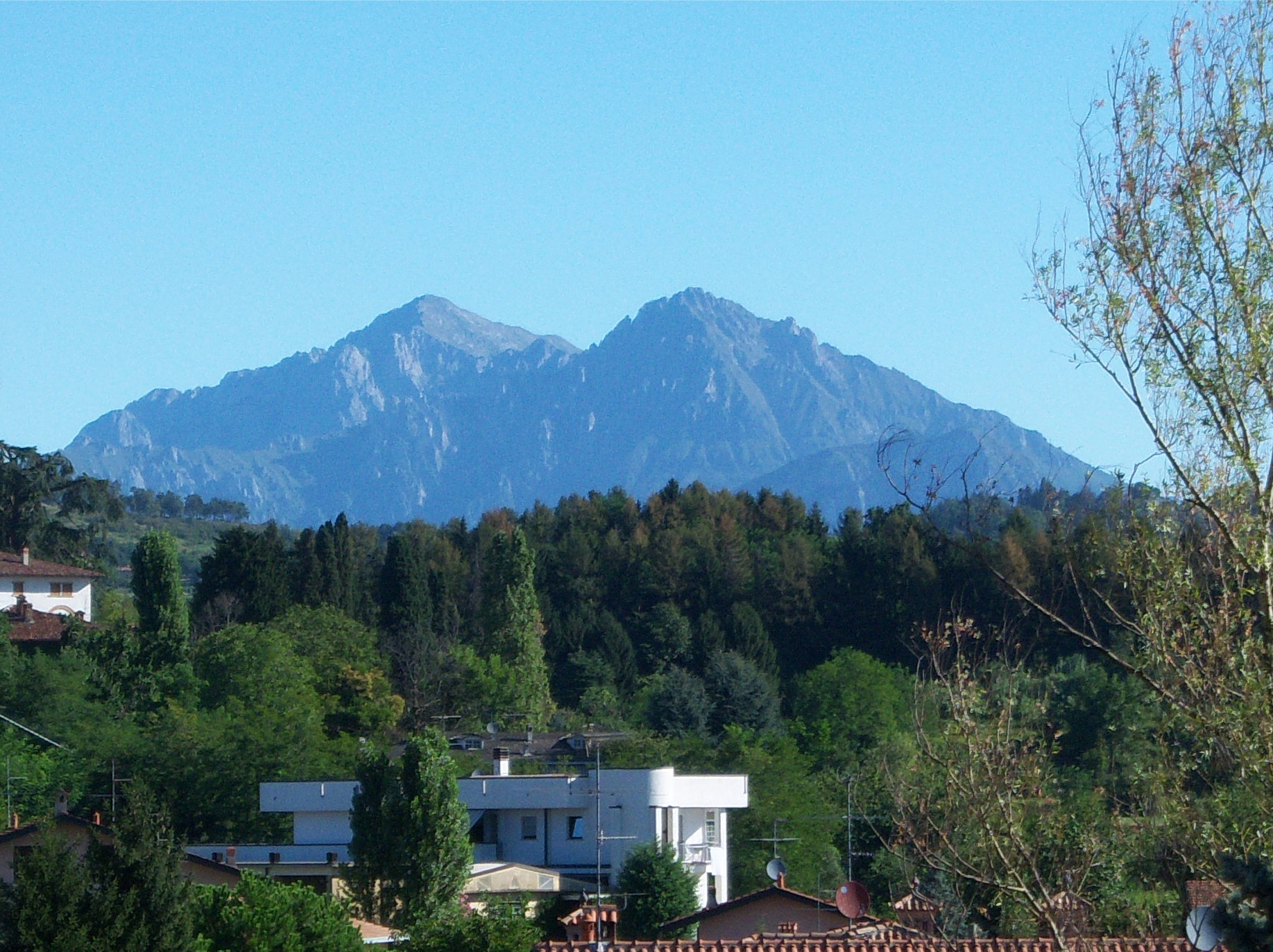
Veduta della Grigna e della Grignetta da Casatenovo

Abitanti censiti

### Etnie e minoranze straniere
Gli stranieri residenti nel comune sono 788, ovvero il 6,2% della popolazione. Di seguito sono riportati i gruppi più consistenti:
1. Albania, 151
2. Marocco, 123
3. Romania, 81
4. Moldavia, 54
5. Ucraina, 41
6. Senegal, 36
7. Perù, 34
8. Ecuador, 25
9. Egitto, 23
10. Costa d'Avorio, 23

## Monumenti e luoghi d'interesse

### Architetture civili

#### Villa Lattuada
Eretta nel 1858, su progetto di Antonio Tagliaferri e di casati per volere della famiglia Lattuada, la villa sorge in località San Giacomo. L'edificio, la cui architettura richiama quella delle cattedrali gotiche, presenta una forma quadrangolare, arricchita da due torri elevate sul versante occidentale. Di stile barocco, invece, il portico sul fronte della villa.

#### Villa Casati-Facchi

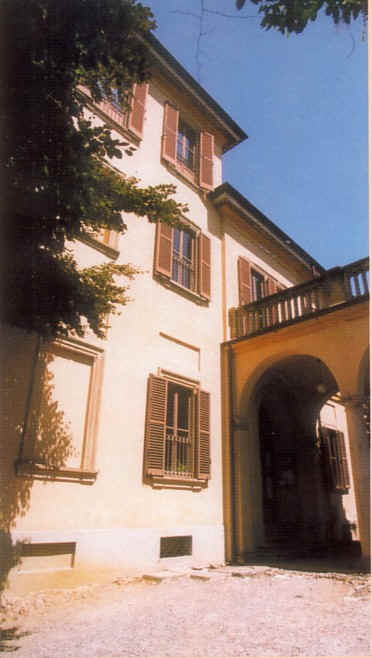
La Villa Casati-Facchi

II nome di questa residenza patrizia deriva da quello dei suoi primi proprietari, i Casati, che qui abitarono per tutto il XVIII secolo, e da quello della famiglia Facchi, che entrò in possesso della villa nel 1881, inaugurando importanti lavori di restauro. La villa, in origine in stile barocco, fu risistemata in stile neoclassico attorno alla fine del XVIII secolo. Dell'impianto originario, collocato ai margini del nucleo storico di Casatenovo, si sono conservate sia la pianta a "U" sia la facciata rivolta al paese, inalterata nella distribuzione regolare delle finestre e negli angoli a bugnato. Al XIX secolo risale il giardino. Nel corso del tempo la villa si è ampliata grazie alla costruzione del corpo della portineria con scuderie annesse e del portico laterale a sud. Furono, inoltre, restaurati gli affreschi che abbelliscono le stanze della villa. Dal 1989, una parte dell'edificio ospita la Biblioteca Comunale.

#### Villa Casati-Greppi
Poco distante da Villa Facchi, questa maestosa residenza fu costruita nel 1775 da un nuovo ramo marchionale della famiglia Casati, il cui ultimo erede, Francesco Casati, la elesse quale residenza invernale.
Alla sua scomparsa, i suoi beni vennero ereditati dall'Ospedale Maggiore di Milano, che vendette poi la villa al conte Giuseppe Greppi in Bussero.
La struttura, molto più imponente di Villa Facchi e omogenea nella fattura, si presenta in perfetto stile neoclassico. Alla villa si accede tramite un monumentale ingresso dorico a tre archi, preceduto da uno splendido viale alberato e accompagnato dalla presenza di un piccolo oratorio. La chiesetta, consacrata ai Santi Carlo e Francesco nel 1828, fu eretta a fianco dell'atrio. L'edificio sacro, a pianta rettangolare, conserva affreschi dell'Alberta che decorano la volta, il busto di Giuseppe Greppi, una pala d'altare raffigurante la Vergine e i santi patroni, opera di Giuseppe Diotti, e il monumento funebre a Francesco Casati, realizzato da Giovanni Antonio Labus.

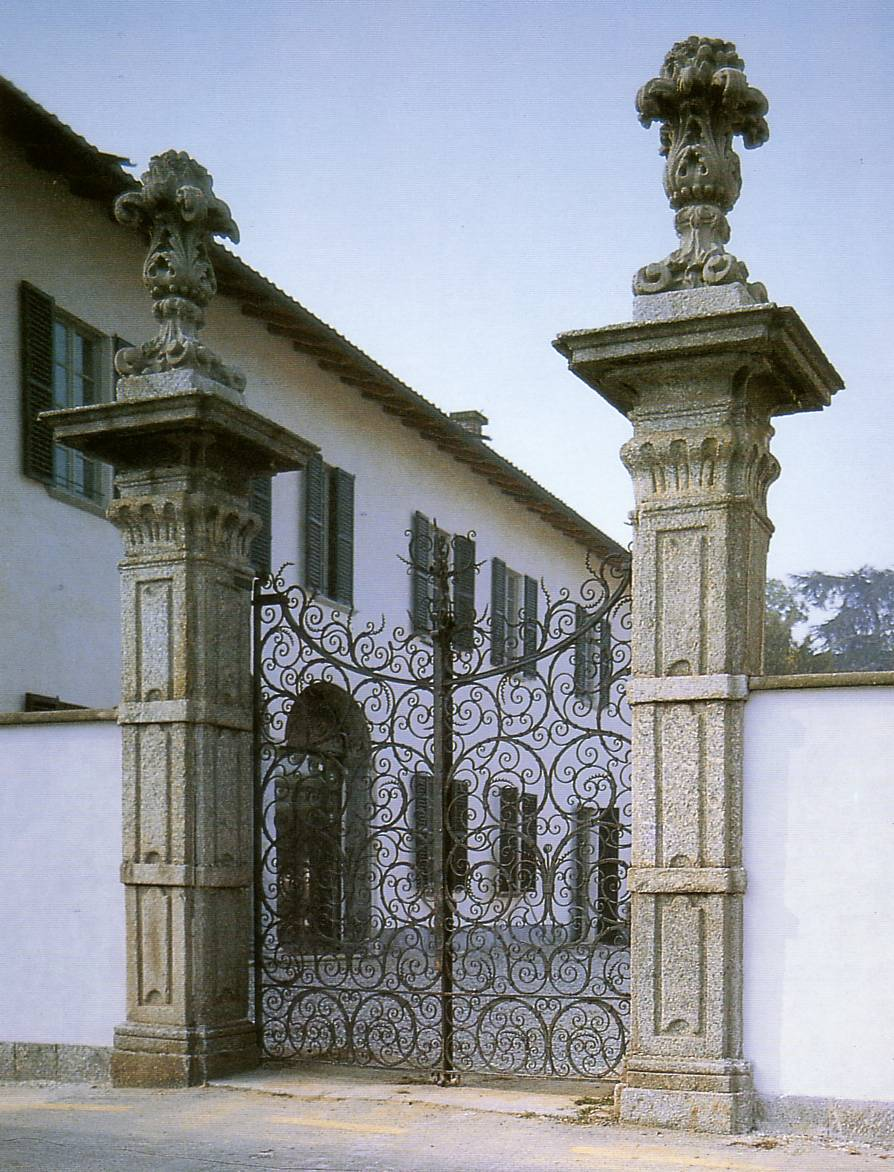
La Villa D'Adda-Mariani

#### Villa D'Adda-Mariani
In località Galgiana, sorge questa residenza, la cui edificazione sembra risalire alla seconda metà del XVI secolo, quando il banchiere Rinaldo D'Adda di Olginate, capostipite dei marchesi di Pandino, acquistò alcuni immobili presso questa frazione. Nel 1963 l'edificio fu donato in parte all'istituto milanese dei sordomuti e in parte all'Amministrazione Comunale. Attualmente ospita la Civica Scuola di Musica e l'auditorium “Graziella Fumagalli”. 
II complesso si compone di due corpi di dimensioni diverse, posti uno di fronte all'altro ai lati del cortile d'onore. Essi furono entrambi rimaneggiati agli inizi del XVIII secolo per volontà del marchese Benedetto. Allo stesso periodo risalgono i giardini all'italiana presso la corte e prospicienti la villa. Una cancellata in barocchetto costituisce l'ingresso alla struttura.

#### Villa Lurani-Cernuschi
Molto probabilmente questo edificio è stato costruito sul medesimo luogo dove sorgeva l'antico castello duecentesco, rimaneggiato dalla famiglia Casati. Nel 1587, gli allora proprietari del castello, gli Sforza, lo cedettero alla famiglia Lurani. Dell'antica struttura non rimane alcuna traccia, dal momento che nel corso dei secoli la villa è stata sottoposta a numerosi rifacimenti, il più importante dei quali realizzato sul finire del XVIII secolo. Attualmente le linee architettoniche della villa richiamano i canoni neoclassici, mentre la torre che spicca dal blocco principale, aggiunta alla fine dell'Ottocento, rivela un gusto neogotico. Un giardino paesaggistico circonda la villa su tre lati.

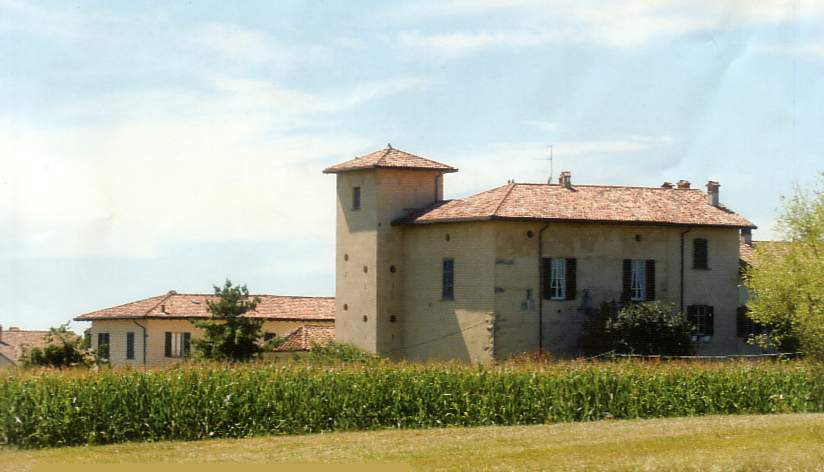
Cascina Rancate

#### Cascina Rancate
L'edificio, forse di proprietà dei De Casate, risale al 1380 e nel 1634 fu acquistato dai Simonetta, che resero pubblico l'oratorio dedicato a sant'Antonio di Padova, affiancato alla torre. La pala che raffigurava la Vergine con il patrono all'interno della chiesa è stata trafugata nei primi anni ottanta. II complesso della cascina, racchiuso in una corte rettangolare, presenta un nucleo padronale di fattura cinquecentesca, con tracce di merlatura e una torre edificata sul lato meridionale.

#### Altro
- Villa Garavaglia Lattuada Ghisotti[23]
- Cascina Levada[24]
- Cascina Porinetti[25]
- Cascina Quattro Valli[26]
- Corte Sacro Cuore[27]

### Architetture religiose

#### Chiesa parrocchiale
Sebbene le origini della chiesa parrocchiale di San Giorgio risalgano al XIII secolo, l'aspetto attuale deriva da un radicale rifacimento a cui fu sottoposta nel 1635.
L'edificio, con pianta a croce, si caratterizza nel suo complesso per un gusto barocco, da cui si allontana lo stile neoclassico della facciata, realizzato all'inizio del XIX secolo, durante interventi di restauro affidati all'architetto Carlo Amati, il quale dotò la chiesa di un pronao.

#### Chiesina di Santa Margherita
Edificata sulle rovine di un antico monastero, questa chiesa presenta un impianto tipicamente medievale (risalirebbe a prima dell'XI secolo), con la navata che si conclude in un'abside semicircolare.
La riedificazione della struttura data al 1462, come indicato da un'iscrizione conservata nella chiesa. I pregevoli affreschi che la decorano risalgono al 1463 ma la loro attribuzione rimane a tutt'oggi incerta.
I dipinti, restaurati nel 1986, appartengono alla produzione artistica lombarda di età tardo gotica.
La parte centrale dell'abside si compone di una "mandorla" mistica che raffigura l'incoronazione della Vergine, attorniata da schiere di angeli; la parte inferiore rappresenta gli Apostoli che assistono adoranti alla scena. 
Lo zoccolo è affrescato da immagini monocrome che rappresentano i mesi dell'anno.

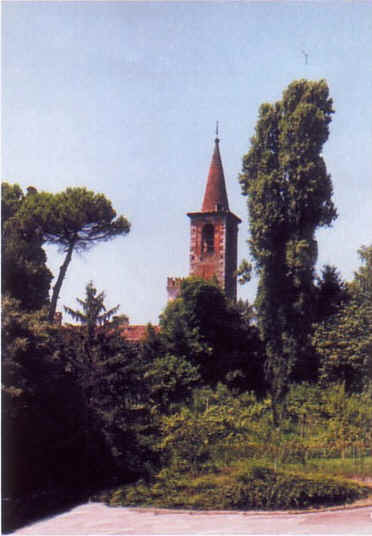
La chiesina di Santa Giustina

#### Chiesina di Santa Giustina
Le prime notizie certe relative all'esistenza di questo antico luogo di culto datano al 1062, mentre il campanile risale al periodo romanico, sebbene sia stato rimaneggiato nel XVI secolo.
In origine questa chiesa, voluta dalla nobile famiglia Casati (il cui stemma compare sul campanile), sorgeva forse all'interno delle mura del castello. Tuttavia, dell'impianto originario non si è conservato quasi nulla a seguito di un cattivo restauro realizzato nel 1643, il quale fu responsabile della cancellazione della maggior parte degli affreschi. Ulteriori interventi furono effettuati nel XIX secolo con il rifacimento della facciata frontale. All'interno è custodito un notevole ciclo di affreschi in buone condizioni che decora la parete di fondo e ritrae la Vergine in trono con il Bambino e un angelo, circondata dai Santi Bernardino e Francesco e dai Santi Sebastiano e Rocco.
Non ben conservati sono invece gli affreschi nella cappella sinistra (l'unica cappella della chiesa), risalenti al secondo decennio del Cinquecento e raffiguranti, oltre ai primi quattro Dottori della Chiesa, l'Eterno.

#### Altro
- Chiesa della Madonna della Neve[31]
- Chiesa di San Biagio[32]
- Oratorio di Villa[25]

### Cassina de' Bracchi
La frazione di Cassina de' Bracchi dista circa 3,5 km dal centro del paese ed è una delle più piccole di Casatenovo.
Cassina de' Bracchi è nota perché ospita sul suo territorio la chiesa di Sant'Anna, sorta negli anni cinquanta, e l'omonima statua, datata 1909. Nel mese di luglio, in occasione della festa del paese, gli abitanti erano soliti organizzare la settimana paesana, una sette giorni di festa in onore della patrona. L'ultima edizione risale al luglio 1984 Poi ripresa nel 2009 dai ragazzi locali. La frazione fa parte, con Galgiana, della Comunità Pastorale Maria Regina di tutti i Santi di Casatenovo.

## Economia
Dal punto di vista dello sviluppo economico il paese è stato fortemente segnato dalla presenza del Salumificio Vismara, attualmente facente parte del Gruppo Ferrarini, la cui prospettiva di rilocalizzazione sul territorio ha come corollario una probabile forte influenza anche sui futuri sviluppi economici di Casatenovo.
La ricollocazione della Vismara ha infatti tra i suoi obiettivi anche la creazione delle condizioni favorevoli all'insediamento di altri rami d'azienda e possibilmente di nuove attività ad alto valore aggiunto. La presenza in paese dell'azienda lattiero-casearia Galbusera, che già dispone di un insediamento produttivo in Casatenovo (nella frazione di Rimoldo) e ne ha programmato la realizzazione di un altro, e di Mangimi Brianza importante azienda produttrice di alimenti zootecnici, fa di Casatenovo e del Casatese un potenziale distretto dell'industria agro-alimentare.
Ovviamente il sistema economico di Casatenovo consta anche di un insieme di altre attività produttive, di natura prevalentemente artigianale, e di attività di natura commerciale e agricola. Per quanto concerne le attività commerciali va evidenziata la presenza di 2 importanti centri commerciali e la presenza di tre attività di commercio al dettaglio di medie dimensioni.
Altra caratteristica di Casatenovo è la presenza di bar, pub e ristoranti con ampi bacini d'utenza prevalentemente sovracomunali.

## Infrastrutture e trasporti
Fra il 1880 e il 1917 la località ospitò una stazione della tranvia Monza-Barzanò-Oggiono.